# Goson Sakai
Goson Sakai (酒井 高聖 Sakai Gōson?, nacido el 20 de marzo de 1996 en Sanjō, Niigata) es un futbolista japonés de ascendencia alemana, que se desempeña como defensa en el VfR Aalen de la Regionalliga Südwest.

## Trayectoria

### Clubes
| Club                         | País     | Año       |
| ---------------------------- | -------- | --------- |
| Albirex Niigata              | Japón    | 2014-2017 |
| J. League sub-22 (cedido)    | Japón    | 2014-2015 |
| Fukushima United FC (cedido) | Japón    | 2016      |
| Luneburgo SK Hansa           | Alemania | 2018-2019 |
| VfR Aalen                    | Alemania | 2019-     |

## Estadística de carrera

### J. League
| Club                | Año   | J. League | J. League | Copa J. League | Copa J. League | Total | Total |
| Club                | Año   | Part.     | Goles     | Part.          | Goles          | Part. | Goles |
| ------------------- | ----- | --------- | --------- | -------------- | -------------- | ----- | ----- |
| Albirex Niigata     | 2014  | 0         | 0         | 0              | 0              | 0     | 0     |
| Albirex Niigata     | 2015  | 0         | 0         | 0              | 0              | 0     | 0     |
| J. League sub-22    | 2014  | 3         | 0         | -              | -              | 3     | 0     |
| J. League sub-22    | 2015  | 1         | 0         | -              | -              | 1     | 0     |
| Fukushima United FC | 2016  | 5         | 0         | -              | -              | 5     | 0     |
| Albirex Niigata     | 2017  | 2         | 0         | 2              | 0              | 4     | 0     |
| Total               | Total | 11        | 0         | 2              | 0              | 13    | 0     |